# THW 킬
THW 킬(독일어: THW Kiel)은 독일 베를린을 연고로 하는 핸드볼팀이다. 현재 핸드볼 분데스리가 소속이며 1904년에 창립된 팀이다.